# زاراشتت
شهر زاراشتت (به آلمانی: Sarstedt) در ایالت نیدرزاکسن در کشور آلمان واقع شده‌است.